# Litauiskt kallblod
Det litauiska kallblodet är en tung arbetshäst från Litauen med sitt ursprung i svenskfödda ardennerhästar och inhemska zemaitukaponnyer. Rasen blev snabbt populär i de baltiska länderna och även i Finland. Den blev godkänd som ras 1963 och redan 1964 fanns över 62 000 registrerade exemplar. Rasen används idag för att skapa en ny ras tillsammans med en annan rysk hästras, altaiponnyn och används för att skapa nya starka korsningshästar i Litauen. 

## Historia
Utvecklingen av det litauiska kallblodet startade år 1879 då en avelsförening hade startats för en ny körhäst baserad på den inhemska ponnyn Zemaituka som även kallades Zhmud. Ardennerhästar importerades från Sverige och korsades in i ponnyerna. De mellantunga nya hästarna korsades med ännu mer Ardennerhästar för att skapa en tung jordbrukshäst. Även percheron och brabanthästar korsades in. Genom inavel med tredje och fjärde generationens korsningar fick man fram det resultat som man sökte. Stuterierna hade då importerat nästan 570 hästar från Sverige, varav 175 av dessa var hingstar. 
1951 öppnades stamboken som stängdes igen under 1996 då man började utveckla kallblodet ännu mer. 1963 blev rasen officiellt godkänd. Hästarnas popularitet växte snabbt då bönderna såg ett behov av denna arbetshäst som var stark och extremt tålig och redan året efter, 1964, fanns över 62 000 registrerade hästar som exporterades till Finland, Sverige, Estland, Lettland och Tyskland. Dock sjönk antalet hästar under 80-talet då även de litauiska bönderna fick mer tillgång till den nya tekniken. 
Under 2000-2001 började man utveckla det litauiska kallblodet ytterligare ännu mer blod från svenskfödda ardennerhästar och en sträng kontroll över vilka hingstar som ska användas i aveln. Idag finns nio linjer av det litauiska kallblodet och de föds upp på tre större stuterier i Litauen och även bland bönderna. Rasen användes även för att förbättra köttkvalitén på altaiponnyer men även dessa korsningar behölls då det visade sig att dessa korsningar var perfekta i massa och med fina temperament. Stuterier i Litauen håller på att utveckla det litauiska kallblodet än idag och rasen utgör ungefär 20 % av Litauens hästbestånd.

## Egenskaper
Det litauiska kallblodet är ett ganska typiskt exemplar av arbetshästar. De lever länge och har hög fertilitet. Det sägs även att de kan gå ute året runt och klarar sig bra på bara bete. Färgen hos dessa hästar är oftast Flaxfux men de finns även i skimmel, brun eller svart. 
Hästarna är kraftiga och muskulösa med stora huvuden, dock med ganska små ögon och näsborrar. Halsen är kraftig och muskulös med en lätt böjning. Hästarna har inte jättemycket hovskägg som annars är vanligt hos tyngre kallblodshästar men hovarna är välformade och starka. det litauiska kallblodet har blivit framavlad för att ha ett bra humör och ett gott lynne och de är vänliga, lätthanterliga och lugna. 